# José Luciano de Castro

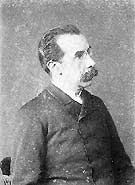
José Luciano de Castro.

José Luciano de Castro Pereira Côrte-Real (Oliveirinha, 14 december 1834 - 19 maart 1914) was een Portugees politicus ten tijde van de constitutionele monarchie. Hij was de leider van de Progressieve Partij, meermaals minister en driemaal premier van Portugal.

## Levensloop
In zijn jeugd studeerde José Luciano de Casto rechten aan de Universiteit van Coimbra en werkte later als advocaat en journalist. In 1854 werd hij al op 19-jarige leeftijd verkozen in de Portugese Cortes en sloot zich aan bij de Historische Partij. Van 1869 tot 1870 was hij in de derde regering van Nuno José Severo de Mendoça Rolim de Moura Barreto minister van Justitie en in 1876 werd hij een belangrijke medewerker van Anselmo José Braamcamp, in dat jaar de bezieler van de fusie van de Historische Partij met de Reformistische Partij tot de Progressieve Partij. Na de dood van Braamcamp nam José Luciano de Castro in 1885 het leiderschap van de partij over in de tijd dat de partij in de oppositie zat en de conservatieve Regeneratiepartij van António Maria de Fontes Pereira de Melo Portugal regeerde. In 1886 kwam de Progressieve Partij aan de macht, waarna Luciano de Castro van 1886 tot 1890 premier van Portugal was.

## De koloniale crisis met hetVerenigd Koninkrijk
In de eindperiode van zijn eerste regering vond er een koloniale crisis tussen Portugal en het Verenigd Koninkrijk plaats, een van de grootste uitdagingen voor de regering. In 1887 maakte Portugal bekend de koloniën Angola in West-Afrika en Mozambique in Oost-Afrika te willen verbinden toe een gezamenlijke, samenhangende kolonie. Als Portugal Angola en Mozambique echter zou willen verbinden, moest ze delen van Britse kolonies veroveren. Daar waren de Britten het uiteraard niet mee eens en toen Portugese soldaten de Britse kolonie Malawi binnenvielen, leidde dit tot een diplomatieke crisis. Ook was het binnenland van de koloniën Angola en Mozambique onbekend voor de Portugezen, omdat ze enkel de kustlijnen hadden verkend. Daarom besloot de Castro om het binnenland van de Portugese kolonies in Afrika te laten verkennen.
De Britten wilden hun kolonies in Afrika ook verbinden door een spoorweg aan te leggen tussen Caïro in Egypte en Kaapstad in Zuid-Afrika. De Portugese plannen zouden dit echter verstoren en begin 1890 stelde het Verenigd Koninkrijk een ultimatum aan Portugal. Koning Karel I gaf Luciano de Castro de schuld hiervan en ontsloeg hem als premier. Vervolgens benoemde hij de leider van de Regeneratiepartij, intussen António de Serpa Pimentel, tot de nieuwe premier van Portugal.

## De tweede en derde regering van José Luciano de Castro
De Portugese monarchie kende een moeilijke binnenlandse politieke situatie. Wegens veel zwakkere militaire en economische verhoudingen tussen Portugal en het Verenigd Koninkrijk, kon de regering Serpa Pimentel niet anders dan het Britse ultimatum te aanvaarden en het plan om Angola en Mozambique te verbinden te beëindigen. Dit leidde uiteindelijk tot de val van de regering Serpa Pimentel, omdat het koloniale plan in Portugal nationalistische gevoelens had opgewekt en het einde van dit plan voor zware ontgoocheling zorgde. De binnenlandse zwakte van Portugal zorgde er ook voor dat leden van de Regeneratiepartij en de Progressieve Partij kritiek begonnen uit te oefenen op het heersende systeem en dus ook op de monarchie. Daarbovenop waren er ook economische problemen, wat er uiteindelijk voor zou zorgen dat er een staatsbankroet kwam. Portugal belandde langzaam in de anarchie en geweld begon deel uit te maken van de orde van de dag. Ook won de republikeinse beweging aan steun. Koning Karel I benoemde om deze redenen de volgende jaren regeringen van onafhankelijke politici (eerst onder leiding van João Crisóstomo de Abreu e Sousa, later van José Dias Ferreira), maar deze konden de problemen niet verhelpen. Uiteindelijk kwam er in 1893 opnieuw een regering van de Regeneratiepartij onder leiding van Ernesto Hintze Ribeiro, nadat de zieke Serpa Pimentel geweigerd had om premier te worden. De volgende jaren zou de macht weer steeds wisselen tussen de Regeneratiepartij en de Progressieve Partij. Tussen 1893 en 1906 wisselde het premierschap tussen Hintze Ribeiro en de Castro. Toch konden ze allebei niet verhinderen dat de republikeinen meer en meer steun kregen.
Van 1897 tot 1900 was Luciano de Castro premier van Portugal, waarna Hintze Ribeiro opnieuw premier werd. In 1901 werd zijn regering verzwakt nadat een deel van de Regeneratiepartij, onder leiding van João Franco, de partij verliet, maar toch kon Hintze Ribeiro tot in 1904 aan de macht blijven. Uiteindelijk viel diens regering over de vraag wat er met de tabaks- en lucifersmonopolie in Portugal moest gebeuren. Vervolgens was Luciano de Castro van 1904 tot 1906 voor een derde maal premier. Tijdens zijn laatste ambtstermijn verbood hij enkele republikeinse publicaties, waardoor er als reactie straatgevechten en opstanden ontstonden. Toen de Franse president Emile Loubet Portugal bezocht, waren er sterke republikeinse demonstraties. De Progressieve Partij en de Regeneratiepartij besloten een "wapenstilstand" te sluiten om samen met de koning zich tegen de republikeinen te verdedigen. In 1906 trad Luciano de Castro af als premier, waarna Hintze Ribeiro opnieuw premier werd. Die kon de onrust echter niet verhelpen en uiteindelijk deed koning Karel beroep op João Franco om een regering te vormen. Franco zou de volgende twee jaar Portugal dictatorisch regeren. Als reactie hierop verliet Luciano de Castro zich terug uit het openbare leven. In de binnenlandse politiek van Portugal speelde hij geen rol meer, ook niet nadat in 1910 de Eerste Portugese Republiek werd uitgeroepen.
- Bibliothèque nationale de France: cb14623687f (data)
- International Standard Name Identifier: 0000 0000 6658 9058
- Library of Congress Control Number: no2002113901
- Système universitaire de documentation: 243494440
- Virtual International Authority File: 71648457
- WorldCat: E39PBJqFK77jjgCvJY4cPrbPQq